# Panīleiakos Athlītikos Omilos
Il Panīleiakos Athlītikos Omilos (in greco Πανηλειακός Αθλητικός Όμιλος?), nota semplicemente come Panīleiakos, è stata una società calcistica greca con sede nella città di Pyrgos. Dopo la sospensione nel 2024, il 20 luglio 2025 si è fuso con il Thyella Pyrgos (squadra neopromossa in Gamma Ethniki) dando vita al PAS Pyrgos che ne mantenne simbolo e colori sociali.

## Palmarès

### Competizioni nazionali
- Football League: 1

1994-1995
- Gamma Ethniki: 2

1981-1982, 1993-1994
- Delta Ethniki: 2

1989-1990, 2009-2010